# جون بيكر (مؤرخ)
جون بيكر (بالإنجليزية: John Hamilton Baker)‏ هو مؤرخ بريطاني، ولد في 10 أبريل 1944.